# Helena Asen Kantakuzena
Helena Asen Kantakuzena (zm. po 1394) – hrabina Salony w latach 1382-1394. 

## Życiorys
Była najmłodszą córką Mateusza Kantakuzena i Ireny Paleolog. Została żoną Ludwika Fadrique. Ich córką była Maria Fadrique. Helena sprawowała rządy w jej imieniu jako regentka. Najazd osmański spowodował likwidacje Hrabstwa Salony. Wraz z córką została uprowadzona do haremu sułtana. 